# Női 5000 méteres gyorskorcsolya a 2006. évi téli olimpiai játékokon
A 2006. évi téli olimpiai játékokon a gyorskorcsolya női 5000 méteres versenyszámát február 25-én rendezték. Az aranyérmet a kanadai Clara Hughes nyerte meg. A versenyszámban nem vett részt magyar versenyző.

## Rekordok
A versenyt megelőzően a következő rekord volt érvényben:
| Világrekord     | Claudia Pechstein (GER) | 6:46,91 | Salt Lake City, Amerikai Egyesült Államok | 2002. február 23. |
| Olimpiai rekord | Claudia Pechstein (GER) | 6:46,91 | Salt Lake City, Amerikai Egyesült Államok | 2002. február 23. |

A versenyen új rekord nem született.

## Végeredmény
Mindegyik versenyző egy futamot teljesített, az időeredmények határozták meg a végső sorrendet. Az időeredmények másodpercben értendők. 
| Helyezés | Versenyző              | Nemzet                 | Idő     |
| -------- | ---------------------- | ---------------------- | ------- |
| Arany    | Clara Hughes           | Kanada (CAN)           | 6:59,07 |
| Ezüst    | Claudia Pechstein      | Németország (GER)      | 7:00,08 |
| Bronz    | Cindy Klassen          | Kanada (CAN)           | 7:00,57 |
| 4.       | Martina Sáblíková      | Csehország (CZE)       | 7:01,38 |
| 5.       | Daniela Anschütz-Thoms | Németország (GER)      | 7:02,82 |
| 6.       | Kristina Groves        | Kanada (CAN)           | 7:03,95 |
| 7.       | Catherine Raney Norman | Egyesült Államok (USA) | 7:04,91 |
| 8.       | Maren Haugli           | Norvégia (NOR)         | 7:06,08 |
| 9.       | Renate Groenewold      | Hollandia (NED)        | 7:11,32 |
| 10.      | Carien Kleibeuker      | Hollandia (NED)        | 7:12,18 |
| 11.      | Isino Eriko            | Japán (JPN)            | 7:12,48 |
| 12.      | Anna Rokita            | Ausztria (AUT)         | 7:16,75 |
| 13.      | Tabata Maki            | Japán (JPN)            | 7:18,05 |
| 14.      | Lucille Opitz          | Németország (GER)      | 7:18,06 |
| 15.      | Vang Fej               | Kína (CHN)             | 7:22,90 |
| 16.      | Katarzyna Wójcicka     | Lengyelország (POL)    | 7:28,09 |